# Setmanari Reus
Setmanari Reus era el nom popular de la publicació setmanal reusenca Reus, semanario de la ciudad.

## Història
La publicació es va fundar el 1952, per un grup d'accionistes «del sector més devot de la dreta reusenca» segons el poeta Xavier Amorós, que van crear l'Editorial Reddis, entre els quals hi havia Joan Bertran, i Antoni Sabater Esteve, que havien estat de la Lliga, Joan Vilanova Montañà, antic membre d'Acció Popular Catalana, filial de la CEDA i el metge Joan Jacob Navàs. Va ser dirigida per Carles Giró Puig i es va publicar fins a l'11 de setembre de 1986. Era el portaveu oficiós dels poders fàctics de la ciutat. Durant l'època de direcció de Carles Giró, que era tradicionalista, va ser un setmanari ultra-catòlic i conservador, tot i que va anar deixant pas a la llengua catalana cap a començaments dels anys 70. Va ser la publicació periòdica reusenca de més llarga vida a la segona meitat del segle xx. A partir del 1981 va catalanitzar el nom, i passà a anomenar-se Reus: setmanari de la ciutat. Es poden consultar en línia els exemplars des de 1952 a 1964, del fons de la Biblioteca Central Xavier Amorós, digitalitzats per l'Arxiu Comarcal del Baix Camp.
El mateix 11 de setembre de 1986, quan va desaparèixer, va sorgir, amb el nom de Reus Diari, una publicació que amb ideologia i intencions ben diferents, volia donar veu a la ciutat i que duia per subtítol: «informatiu intercomarcal independent», tot i que seguia la numeració del Setmanari Reus. Sortia encara setmanalment, perquè l'empresa no tenia autorització governativa per convertir-lo en diari, però el 1990 es va transformar en el Nou Diari, i va ser la primera publicació diària escrita íntegrament en català a les comarques tarragonines després de la Guerra Civil espanyola. Es va deixar de publicar el 1994.

## Col·laboradors
A més de Carles Giró, que en va ser molts anys director i que n'era l'impulsor ideològic, hi col·laboraren Xavier Amorós, amb poemes i la secció d'actualitat «Al vuelo de la cometa»; Ramon Amigó, amb escrits sobre gramàtica catalana; Ramon Muntanyola, amb poemes i articles religiosos; Teresa Miquel, amb temes lingüístics catalans; Josep Maria Franqués Bru (Jeremías), sotsdirector, que escrivia sobre temes d'actualitat; Ferran Casajuana (Ksa), amb il·lustracions i acudits setmanals, al qual va seguir després Màrius Jordana, amb dibuixos de fina ironia; Oleguer Huguet, amb la secció de prosa lírica «Entre columna i capitel»; Joan Bertran, amb temes generals; Antoni Correig, que feia crítica d'art, de llibres i de conferències; Carles Tricaz, crític de teatre i música; Francesc Boqueras (Frambollo), Salvador Sedó i Lluís Anglès (Flamissell), amb articles d'opinió; Francesc Sanjuan, la pàgina d'esports; Josep Alsina Gebellí, amb poemes de temàtica religiosa; mossèn Frederic Bara Cortiella, amb articles de caràcter sacerdotal. Al llarg dels anys hi van passar també Jaume Capdevila Damunt, Joan Massot Gimeno, Ramon Pallicé, Lluïsa Vilaseca, Josefina Ferrater, Jaume Utrillo Morlius, Josep M. Domingo Blay, Pere Huguet Ribes, Jaume Cardoner, Ramon Cuadrada Ornosa, Antoni Zaragoza Mercadé, Francesc Vallès, Joaquim Mallafrè i Juan-Amado Albouy. A partir de l'1 de gener de 1983, el director va ser Josep Maria Franqués Bru, que durant molts anys en va ser sotsdirector i feia una columna constant amb el títol «Hablando en serio», signant «Jeremías». A partir del 1984 i fins al final de la publicació la va dirigir Pere Sagristà-Ollé.
L'aspecte gràfic, el responsable del qual n'era la Impremta Rabassa, era mínimament endreçat, amb poca ambició estètica, el temps no ho permetia.

## Localització
- Una col·lecció a la Biblioteca Central Xavier Amorós[4]
- Una col·lecció a la Biblioteca del Centre de Lectura de Reus[5]